# 卡佩拉里冰川
卡佩拉里冰川（英語：Cappellari Glacier），是南極洲的冰川，位於阿蒙森海岸，處於海斯山脈地區，全長20公里，最終在多特山以北注入阿蒙森冰川，美國地質調查局根據測量和該國海軍的空中照片繪入地圖，現時由南極條約體系管理。